# Tullibole Castle

Tullibole Castle

Tullibole Castle ist ein Tower House nahe der schottischen Ortschaft Crook of Devon in der Council Area Perth and Kinross. 1971 wurde das Bauwerk in die schottischen Denkmallisten in der höchsten Denkmalkategorie A aufgenommen.

## Geschichte
Bereits in den Aufzeichnung des englischen Königs Eduard I. aus dem Jahre 1304 findet sich die Notiz eines Wehrbaus in Tullibothville. Im selben Jahr plante er die Errichtung einer Burg in der Umgebung der Ortschaft, konnte jedoch keinen geeigneten Ort für dieses Vorhaben ausmachen. Eine Charta bestätigt, dass die Länderei Tulliebole im Jahre 1490 einer Familie Heron gehörte. Im Jahre 1598 ging sie an die Hallidays über. Die ältesten Fragmente des heutigen Tullibole Castle stammen aus dem 16. Jahrhundert. 1608 wurde es erweitert. Im Jahre 1740 ging Tullibole Castle an Henry Wellwood-Moncreiff, 8. Baronet über und befindet sich seitdem in Familienbesitz. 1956 wurde das Tower House restauriert.

## Beschreibung
Tullibole Castle steht rund 1,5 km östlich von Crook of Devon. Es gilt als guterhaltenes Exemplar eines Lairdshauses, das im Wesentlichen im 17. Jahrhundert entstanden ist. Seine Fassaden sind mit Harl verputzt. Im Innenwinkel des vierstöckigen Wohnturms tritt ein gerundeter Treppenturm mit innenliegender Wendeltreppe heraus. Auf Traufhöhe treten Ecktourellen heraus. Eine ornamentierte Platte oberhalb der Eingangstüre weist die Jahresangabe 1508 aus und zeigt die Monogramme „M.I.H.“ und „H.O.“ Die abschließenden, schiefergedeckten Dächer sind mit Staffelgiebeln ausgeführt. Im ersten Obergeschoss ist eine Küche eingerichtet. Die Halle mit offenem Kamin befindet sich im zweiten Obergeschoss.